# 費氏樸麗魚
費氏樸麗魚，為輻鰭魚綱鱸形目隆頭魚亞目慈鯛科的其中一種，被IUCN列為易危保育類動物，分布於非洲維多利亞湖近坦尚尼亞流域，棲息深度2-15公尺，體長可達10.5公分，棲息在沙石底質、植被生長的水域，屬雜食性，以矽藻、昆蟲幼蟲、橈腳類為食，生活習性不明。

## 擴展閱讀
維基物種上的相關：費氏樸麗魚